# Mrganuš
Mrganuš (conosciuto anche come Mrganush, in armeno Մրգանուշ?, fino al 1945 Zohraplu) è un comune dell'Armenia di 1 229 abitanti (2008) della provincia di Ararat.